# Gnidia oliveriana
Gnidia oliveriana är en tibastväxtart som beskrevs av Adolf Engler och Gilg. Gnidia oliveriana ingår i släktet Gnidia och familjen tibastväxter. Inga underarter finns listade i Catalogue of Life.